# Route 308 (Nouvelle-Écosse)
Pour les articles homonymes, voir Route 308.
La route 308 est une route secondaire de la Nouvelle-Écosse d'orientation nord-sud située dans le sud-ouest de la province, à l'est de Yarmouth. Elle est une route très faiblement empruntée, traversant une région forestière. De plus, elle mesure 45 kilomètres, et est une route asphaltée sur l'entièreté de son tracé.

## Tracé
La route 308 débute sur un cul-de-sac sur l'extrême sud de l'île Morris. Elle traverse les îles Morris et Sluice Point, traversant la ville du même nom, puis elle rejoint la route 3 avec laquelle elle forme un multiplex de 1 kilomètre, à Tusket. Elle croise ensuite la route 103 à sa sortie 33. Elle tourne ensuite vers l'est, en étant une route beaucoup plus sinueuse, jusqu'à Quinan. Elle se termine juste à l'est de cette ville alors qu'elle se change en Coldstream Rd. vers le lac Kegeshook.

## Communautés traversées
1. Morris Island
2. Surettes Island
3. Sluice Point
4. Amiraults Hill
5. Hubbards Point
6. Tusket
7. Belleville North
8. Bell Neck
9. Springhaven
10. Quinan
11. East Quinan